# Univers (probabilitats)
En teoria de les probabilitats, un univers, sovint notat {\displaystyle \Omega ,U} o {\displaystyle S}, és el conjunt de tots els resultats possibles que es poden obtindre en el transcurs d'un experiment aleatori.

## Definicions
A cada element {\displaystyle \omega } de l'univers, és a dir a cadascun dels resultats possibles de l'experiment considerat, es pot associar la subclasse {\displaystyle \{\omega \}} constituïda d'aquest element, anomenat esdeveniment elemental. De manera més general, tota part de l'univers s'anomena simplement un esdeveniment.
Es parla també d'espai d'esdeveniments elementals o d'espai dels observables, o també d'espai mostral.
Per exemple, si es llança una moneda, es tenen dos resultats possibles: creu o cara. l'experiment aleatori considerat és llavors: «1 llançament de la moneda». Es pot definir l'univers associat a aquest experiment, que agrupa tots els resultats possibles: {\displaystyle \Omega } ≡; {creu, cara }. Per a una experiment de llançament d'un dau, s'escull l'univers {\displaystyle \Omega } ≡ {1, 2, 3, 4, 5, 6}.
En qualsevol univers discret (finit i/o numerable), es pot associar una probabilitat, que queda completament determinada pels valors que pren sobre els esdeveniments elementals (i quan l'univers no és discret, s'anomena esdeveniment tota part de la qual es pot definir la probabilitat).
Així, a cada esdeveniment es pot associar una probabilitat que es realitzi (per exemple, per llançar-lo de dau, a cada esdeveniment de l'univers {1, 2, 3, 4, 5, 6} s'associa una probabilitat igual a 1/6).
Tota definició de probabilitat comença per la recerca de l'univers de tots els esdeveniments realitzables i per la definició precisa tots els esdeveniments útils a la seva resolució.
La recerca de l'univers consisteix a representar de manera única els resultats possibles de l'experiment amb objectes matemàtics (nombres, p-llistes, p-llistes d'elements diferents, parts d'un conjunt, permutacions, successions...) per formar un conjunt.

## Tria de l'univers
Per a certs tipus d'experiments, es poden definir diversos universos diferents. Per exemple, quan es treu una carta d'un joc de 52 cartes, pot tenir interes el rang de la carta en el joc i definir l'univers com el conjunt dels enters d'1 a 52; d'altra banda, pot ser d'interès el pal de la carta obtinguda i definir l'univers com el conjunt {piques, cors, diamants, trèvols}. Tenir una descripció completa d'un resultat, portaria a precisar el color i el rang de la carta, i a definir en aquest cas l'univers com el producte cartesià d'aquests dos conjunts: {\displaystyle \Omega } ≡ {piques, cors, diamants, trèvols} × {2, 3, 4, 5, 6, 7, 8, 9, 10, jota, dama, rei, as}.
Per exemple, és possible considerar un univers sobre el qual hi ha equiprobabilitat, és a dir sobre el qual la probabilitat és uniforme (per exemple, en llançar el dau, si el dau és no trucat, hi ha equiprobabilitat per a cadascun dels esdeveniments {1, 2, 3, 4, 5, 6}.